# IC 4192
IC 4192 је ознака објекта на координатама са ректансцензијом 13h 6m 8,5s и деклинацијом + 37° 36" 19'. Открио га је Макс Волф, 21. марта 1903. Каснијим посматрањима на том положају није уочен никакав астрономски објекат.